# سرو ال ولادرو
سرو ال ولادرو (به اسپانیایی: Cerro El Veladero) یک کوه در مکزیک است که در گررو واقع شده‌است. سرو ال ولادرو ۹۱۸ متر بالاتر از سطح دریا واقع شده‌است.